# Hrvatska ženska softbolska reprezentacija
Hrvatska ženska softbolska reprezentacija predstavlja državu Hrvatsku u športu softbolu.
Krovna organizacija: Hrvatski softball savez
Po stanju od srpnja 2007. (EP divizije "B" u Zagrebu), trener je Tomislav Rebrović.

## Postave

### EP 2007.
Babić, Bosiljevac, M. Čizmić, P. Čizmić, Ćušak, Devald, Fertalić, Havelka, Kučko, Milić, Mukavec, Ogorelec, Pandžić, Panić, Pejnović, Pemper, Šikić, Uroić.
Trener: Tomislav Rebrović

## Nastupi na EP
- divizija "B", Prag 1997.: 9.
- divizija "B", Antwerpen 1999.: 6.
- divizija "B", Beč 2001.: 7.
- divizija "B", Saronno, Italija 2003.: 6.
- divizija "B", Prag 2005.: 4.
- divizija "B", Zagreb 2007.: 3.

## Vanjske poveznice
- Postava na EP 2007.  Arhivirana inačica izvorne stranice od 29. lipnja 2007. (Wayback Machine)